# Karl von Banhans
Karl von Banhans (12. června 1861 Klášter – 15. června 1942 Vídeň) byl rakousko-uherský, respektive předlitavský státní úředník a politik, v letech 1917–1918 poslední ministr železnic Předlitavska.

## Biografie
Jeho otcem byl předlitavský ministr obchodu Anton von Banhans. Karl von Banhans vystudoval práva na Vídeňské univerzitě a od roku 1884 nastoupil do státních služeb jako úředník státních drah. Od roku 1886 pracoval v odboru železniční dopravy na ministerstvu obchodu, později na nově zřízeném ministerstvu železnic. Roku 1906 se stal sekčním šéfem a ředitele právě zestátněné Severní dráhy císaře Ferdinanda. Provedl zde rychle organizační začlenění této tratě do systému státních drah.
Za vlády Ernsta Seidlera se stal ministrem železnic. Post si udržel i v následující vládě Maxe Hussarka a vládě Heinricha Lammasche. Funkci zastával od 23. června 1917 do zániku monarchie 11. listopadu 1918. Ve funkci musel řešit udržení železničního provozu i v těžké situaci posledních měsíců války.
V roce 1923 se stal viceprezidentem Rakouských spolkových drah a roku 1930 prezidentem správní komise tohoto podniku.
Ve Vídni se 16. února 1889 oženil s Eugenií Léon von Wernburg (1867–1942), která zahynula v létě 1942 v Terezínském ghettu.